# Коттоленго, Джузеппе Бенедетто
Джузе́ппе Бенеде́тто Коттоле́нго (итал. Giuseppe Benedetto Cottolengo; 3 мая 1786, Бра, провинция Кунео, Королевство Сардиния (ныне — Италия), — 30 апреля 1842, Кьери, провинция Турин, Королевство Сардиния) — святой Римско-Католической Церкви, священник, основатель нескольких католических монашеских конгрегаций, среди которых наиболее известна женская конгрегация «Сёстры святого Иосифа» (SSGC).

## Биография
В 1802 году поступил в семинарию в городе Асти. После закрытия семинарии по указу Наполеона I продолжал самостоятельно изучать в подполье богословские дисциплины. В 1811 году был рукоположён в сан священника.
Находясь под влиянием деятельности Викентия де Поля стал основывать многочисленные благотворительные учреждения, сообщества священников и добровольцев, которые занимались благотворительной деятельностью среди больных и бедных. В 1828 году в венецианском  Палаццо Контарини даль Дзаффо основал первый приют под названием «Малый Дом Божественного Попечения» (Piccola casa della Divina Provvidenza).
Является основателем трёх монашеских католических конгрегаций, которые занимаются благотворительной и социальной деятельностью.

## Прославление
В 1917 году Джузеппе Бенедетто Коттоленго был причислен к лику блаженных папой Бенедиктом XV, в 1934 году причислен к лику святых римским папой Пием XI.
День памяти — 30 апреля.

## Источник
Католическая Энциклопедия, т. 2, изд. Францисканцев, М., 2005, стр. 439, ISBN 5-89208-054-4